# Everything to Lose
"Everything to Lose" là ca khúc được phát hành bởi nữ ca sĩ người Anh, Dido, dưới dạng đĩa đơn trích từ nhạc phim của bộ phim Sex and the City 2 và đã được công bố trên kênh YouTube chính thức của Dido vào ngày 9 tháng 5 năm 2010. Bài hát đã được phát trên các trạm đài phát thanh vào ngày 4 tháng 6 năm 2010. Sau đó nó đã được phát hành dưới dạng tải nhạc số ở Anh vào ngày 7 tháng 9 năm 2010, cùng với bản phối lại của Armin Van Buuren, ATFC và Fred Falke. Ca khúc đã đạt vị trí thứ 16 tại Italian Digital Singles Chart, và tại Japan Hot 100 là vị trí thứ 58 và vị trí thứ 84 ở ARIA Singles Chart. Không một CD nào được phát hành. Dido đã xác nhận trên tài khoản Twitter chính thức là ca khúc này không nằm trong album thứ 4 sắp tới của cô.

## Danh sách bài hát
Tải nhạc số
1. "Everything to Lose" (bản phối lại của Armin van Buuren) - 7:58
2. "Everything to Lose" (bản phối lại của ATFC) - 8:29
3. "Everything to Lose" (bản phối lại của ATFC) - 6:44
4. "Everything to Lose" (bản phối lại bản mở rộng của Fred Falke) - 7:48
5. "Everything to Lose" (bản phối lại của Fred Falke) - 7:51

## Các bảng xếp hạng
| Các bảng xếp hạng (2010) | Thứ hạng cao nhất |
| ------------------------ | ----------------- |
| Italian Singles Chart    | 16                |
| Japan Hot 100            | 58                |